# Royal Brunei Airlines
Royal Brunei Airlines är Bruneis nationella flygbolag som grundades 14 maj 1975. Royal Brunei Airlines har Brunei International Airport som huvudnav. När flygbolaget grundades 1975 bestod flottan av två flygplan som flög till bland annat Hongkong och Singapore. Idag (2022) består flottan av nio Airbus 320 och fem Boeing 787. Man flyger idag till städer som London, Sydney och Dubai.